# Metaltella imitans
Metaltella imitans är en spindelart som först beskrevs av Cândido Firmino de Mello-Leitão 1940. 
Metaltella imitans ingår i släktet Metaltella och familjen Amphinectidae. Inga underarter finns listade i Catalogue of Life.